# Sintea Mare

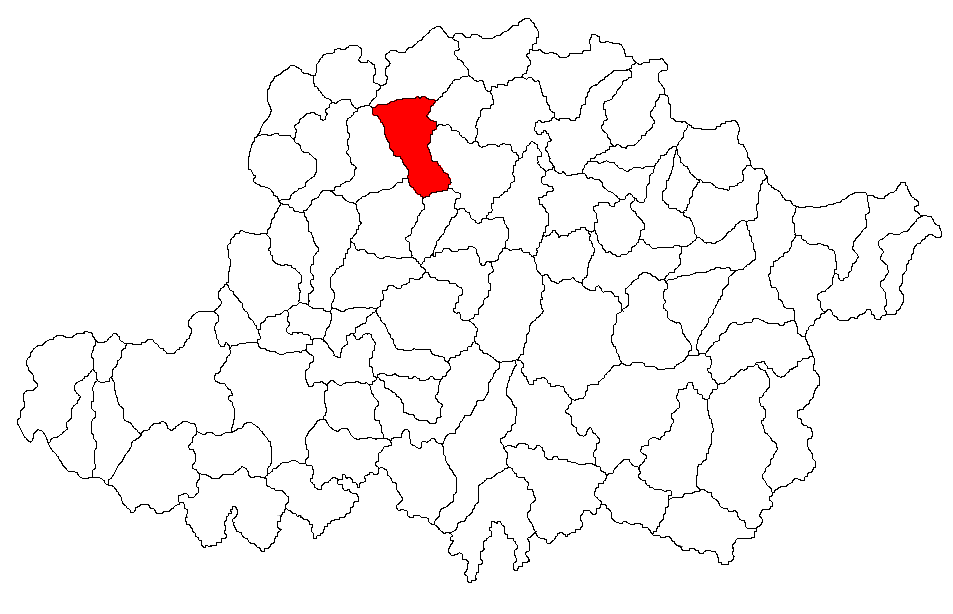
Lage der Gemeinde Sintea Mare im Kreis Arad

Sintea Mare (ungarisch Nagyszintye auch Szinte) ist eine Gemeinde im Kreis Arad, im Kreischgebiet, im Westen Rumäniens. Zu der Gemeinde Sintea Mare gehören auch die Dörfer Adea und Țipar.

## Geografische Lage
Sintea Mare liegt im Nordwesten des Kreises Arad, in der Kreisch-Ebene, in 50 km Entfernung von der Kreishauptstadt Arad und sieben km von Chișineu-Criș. Die Ortschaft wird von der Weißen Kreisch durchquert.

## Nachbarorte
| Zerind        | Mișca                                       | Șepreuș       |
| Chișineu-Criș | Kompassrose, die auf Nachbargemeinden zeigt | Vasile Goldiș |
| Nădab         | Țipari                                      | Gurba         |

## Geschichte
Die erste urkundliche Erwähnung der Villa Sinka stammt aus dem Jahr 1337.
Im Laufe der Jahrhunderte traten verschiedene Schreibweisen des Ortsnamens in Erscheinung: 
1338 Zynta,  
1340 Zintha,  
1342 Zynche,
1459 Zenthay,
1467 Kyssynthe,
1510 Zenthay,
1531 Zyntha,
1553 Zentha,
1722 Szintye,
1808 Szintye, Szente,
1913 Szinte,  
1909 Sintea, Szintye,
1919 Sintea Mare.
Der Ortsname geht auf den ungarischen Offizier Stefan Szenteny zurück.
Nach dem Frieden von Karlowitz (1699) kam Arad und das Maroscher Land unter österreichische Herrschaft, während das Banat südlich der Marosch bis zum Frieden von Passarowitz (1718) unter Türkenherrschaft verblieb. Auf der Josephinischen Landaufnahme ist Szintye eingetragen.
Infolge des Österreichisch-Ungarischen Ausgleichs (1867) wurde das Arader Land, wie das gesamte Banat und Siebenbürgen, dem Königreich Ungarn innerhalb der Doppelmonarchie Österreich-Ungarn angegliedert. Die amtliche Ortsbezeichnung war Nagyszintye.
Der Vertrag von Trianon am 4. Juni 1920 hatte die Grenzregulierung zur Folge, wodurch Sintea Mare an das Königreich Rumänien fiel.

## Bevölkerungsentwicklung
| 1880 | 2897 | 1326 | 1529 | 25  | 17                 |
| 1910 | 7118 | 2004 | 3684 | 578 | 852                |
| 1930 | 6462 | 2124 | 2853 | 568 | 917                |
| 1977 | 4342 | 1869 | 1658 | 280 | 535                |
| 1992 | 3594 | 1651 | 1473 | 124 | 346                |
| 2002 | 3669 | 1836 | 1386 | 58  | 389                |
| 2021 | 3417 | 1765 | 1179 | 12  | 461 (135 Slowaken) |